# Barögd kakadua
Barögd kakadua (Cacatua sanguinea) är en kakadua som förekommer i Australien.

## Utseende och läte
Barögd kakadua blir 36 till 39 centimeter lång. Fjäderdräkten är vit med rosa botten. Den har vit näbb och en bred blågrå naken fläck runt ögat. Lätet är ett hoande liknande en ugglas.

## Utbredning och underarter
Fågeln förekommer på södra Nya Guinea och i stora delar av Australien. Den delas in i fem underarter med följande utbredning:
- Cacatua sanguinea transfreta – låglänta områden på södra Nya Guinea
- Cacatua sanguinea sanguinea – nordvästra Western Australia och Northern Territory
- Cacatua sanguinea westralensis – Western Australia (Murchison River-området)
- Cacatua sanguinea gymnopis – inlandsdelen av centrala och östra Australien
- Cacatua sanguinea normantoni – nordöstra Australien (västra Kap Yorkhalvön

## Häckning
Barögd kakadua bor i trädhål och lägger tre vita ägg, som ruvas i cirka 25 dagar.

## Beteende
Fåglarna samlas i flockar om upp till flera tusen djur, där ofta många rosenkakaduor (Eolophus roseicapilla) ingår. De sover vanligen i träd på natten, och flyger under högljutt skrikande iväg tidigt på morgonen för att leta föda.  Den söker oftast sin föda på marken, där den äter frön av bland annat spannmål. Den är mycket vanlig i Australien och kan uppfattas som ett skadedjur. Ofta skadar de träd den sitter på genom att tugga bort barken från mindre grenar.

## Status och hot
Arten har ett stort utbredningsområde och en stor population, och tros öka i antal. Utifrån dessa kriterier kategoriserar internationella naturvårdsunionen IUCN arten som livskraftig (LC). Världspopulationen har inte uppskattats, men den beskrivs som vanlig i hela norra Australien och Australiens inland.

## Som husdjur
Den barögda kakaduan anses vara en av de mest intelligenta kakaduorna och en särskilt begåvad "talare" som kan lära sig härma hela meningar.

## Namn
Arten har på svenska också kallats nakenögd kakadua.